# Dendrosida oxypetala
Dendrosida oxypetala är en malvaväxtart som först beskrevs av José Jéronimo Triana och Planchon, och fick sitt nu gällande namn av P.A. Fryxell. Dendrosida oxypetala ingår i släktet Dendrosida och familjen malvaväxter. Inga underarter finns listade i Catalogue of Life.